# Riccardo Ferri
Riccardo Ferri  est un footballeur italien, né le 20 août 1963 à Crema.
Ce défenseur participe aux Jeux olympiques d'été de 1984, à l'Euro 1988 puis à la Coupe du monde 1990 avec l'équipe d'Italie.

## Palmarès

### En équipe nationale
- 45 sélections et 4 buts avec l'équipe d'Italie entre 1986 et 1992
- Troisième de la Coupe du monde 1990 avec l'équipe d'Italie

### Avec l'Inter Milan
- Vainqueur de la Coupe de l'UEFA en 1991 et 1994
- Champion d'Italie en 1989
- Vainqueur de la Coupe d'Italie en 1982
- Vainqueur de la Supercoupe d'Italie en 1989